# Josep Tutusaus i Besante
Josep Tutusaus i Besante (Barcelona, 3 de març de 1958) és un polític català.
Membre del Partit Popular de Catalunya, Josep Tututsaus és des de finals de l'any 2018 l'alcalde de Pontons, després que substituís en el càrrec a Lluís Ferran Caldentey i Querol, que es mantingué com a tal durant cinc legislatures consecutives, des del 1999 fins al 2018. Tutusaus és també el secretari general del PP a Barcelona. A les eleccions municipals del 2023 Josep Tutusaus va revalidar l'alcaldia de Pontons amb majoria absoluta.
A més de vicepresident de l'Acadèmia Tastavins del Penedès i membre de l'ADF de Pontons, en el món de la política Tutusaus ha estat regidor a l'Ajuntament de Pontons abans d'ocupar el càrrec d'alcalde, conseller del Consell Comarcal de l'Alt Penedès des de 2023, assessor de la Diputació de Barcelona des del 2021 al 2023, diputat al Parlament de Catalunya el 1999, i tambe treballà a l'Àrea Metropolitana de Barcelona entre els anys 1996 i el 2006.